# Йозеф Петтінгер
Йозеф Петтінгер (нім. Josef Pöttinger, нар. 16 квітня 1903 — пом. 9 вересня 1970) — німецький футболіст, що грав на позиції нападника. По завершенні ігрової кар'єри — футбольний тренер.
Виступав за мюнхенську «Баварію» та національну збірну Німеччини.

## Клубна кар'єра
У дорослому футболі дебютував 1919 року виступами за команду клубу «Баварія», кольори якої і захищав протягом усієї своєї кар'єри гравця, що тривала тринадцять років.  У складі мюнхенської «Баварії» був одним з головних бомбардирів команди, відрізнявся високою технікою, через що його регулярно зупиняли з порушенням правил. Неодноразово травмувався, був змушений завершити ігрову кар'єру у 28-річному віці через чергову травму коліна.

## Виступи за збірну
1926 року дебютував в офіційних матчах у складі національної збірної Німеччини. Протягом кар'єри у національній команді, яка тривала 5 років, провів у формі головної команди країни 14 матчів, забивши 9 голів. Був учасником футбольного турніру на Олімпійських іграх 1928 року.

## Кар'єра тренера
По завершенні кар'єри гравця розпочав тренерську роботу, працював з низкою німецьких команд. Зокрема, протягом 1934–1938 років очолював тренерський штаб клубу «Карл Цейс», після чого до 1941 року працював зі «Штутгартом».
У повоєнний час зокрема був головним тренером своєї рідної мюнхенської «Баварії» (у 1946–1947 роках).
Помер 9 вересня 1970 року на 68-му році життя.